# Archilestris gapopterus
Archilestris gapopterus är en tvåvingeart som först beskrevs av Christian Rudolph Wilhelm Wiedemann 1828.  Archilestris gapopterus ingår i släktet Archilestris och familjen rovflugor. Inga underarter finns listade i Catalogue of Life.